# Willem Lodewijk Loth
Willem Lodewijk Loth (Paramaribo, 11 april 1844 - aldaar, 29 september 1916) was een Surinaams landmeter, cartograaf en ontdekkingsreiziger.
Loth bekleedde verschillende functies in dienst van het Gouvernement van Suriname. Hij was gouvernementslandmeter, majoor-commandant van de schutterij, chef van het Bouwdepartement en administrateur van het Departement Financiën. Hij heeft bijgedragen aan het in kaart brengen van Suriname en aan de ontsluiting van Suriname door het aanleggen en begaanbaar houden van wegen. Hij nam deel aan enkele expedities die bodemonderzoek uitvoerden ten behoeve van de goudwinning in Suriname. 
In maart 1911 ging hij met pensioen. Hij overleed in 1916 en is begraven op Oud Lina's Rust. In het In Memoriam dat het blad De Surinamer plaatste werd hij "een sieraad voor het land" genoemd.

## Privéleven
Willem Lodewijk werd geboren in een groot gezin met 12 kinderen. Zijn vader was Daniel Jacob Loth (1799-1892), ijkmeester van beroep, en zijn moeder Jaquelina Frederica Robles (1804-1868). Hij zat op de school van hoofdonderwijzer C.A. Batenburg. Bij welke instelling hij zijn beroepsopleiding heeft gevolgd is niet bekend, maar in 1862 werd hij geadmitteerd als landmeter.
Willem Lodewijk is in 1868 getrouwd met de negen jaar oudere Anna Jacoba Bleij (1835-1876). Het echtpaar kreeg zes kinderen. Anna overleed enkele weken na de geboorte van haar jongste zoon. In 1884 is hij hertrouwd met Wilhelmina Johanna van Ommeren. In 1885 werd hun zoon geboren. Het gezin woonde aan de Keizerstraat, in het centrum van Paramaribo.

## Werkzaamheden
In 1862 werd hij aangesteld als opzichter bij het Bouwdepartement. In 1875 werd hij benoemd tot gouvernementslandmeter, een nieuwe functie binnen het Bouwdepartement. Daar werd hij verantwoordelijk voor het opmeten en aanleggen van wegen. Loth is in 1881-1882, 1890-1891 en 1894-1896 waarnemend chef geweest van het Bouwdepartement. Omdat hij geen ingenieur was kon hij de functie niet permanent vervullen.

### Aanleg van wegen
Om de opkomende goudindustrie te stimuleren liet Gouverneur van Sypesteyn wegen door het oerwoud kappen. De metingen werden verricht door Loth, die ook de leiding had over de aanleg van de wegen in 1876, 1877 een 1878. Loth beschikte slechts over een handkompas, een meetkoord en een patentniveau om hellingshoeken te kunnen meten.
- 1876 Het 'Gouvernementstracé' van de Brokopondo-vallen aan de Suriname tot aan een punt boven de Pedrosoengoe-vallen aan de Marowijne, een afstand van 77,8 km, werd door Loth voltooid.
- 1877 Onder leiding van Loth werd een tracé gekapt tussen de politiepost Brokopondo aan de Suriname en de Saramacca ter hoogte van Awara-eiland. Het tracé bedroeg 64,7 km en was ontworpen door Johan Cateau van Rosevelt.
- 1878 Ook het tracé tussen de dorpen Foto aan de bovenloop van de Tempatikreek en Bosland aan de Suriname werd door Loth geleid (38,6 km).[6][9]

### Landmeten

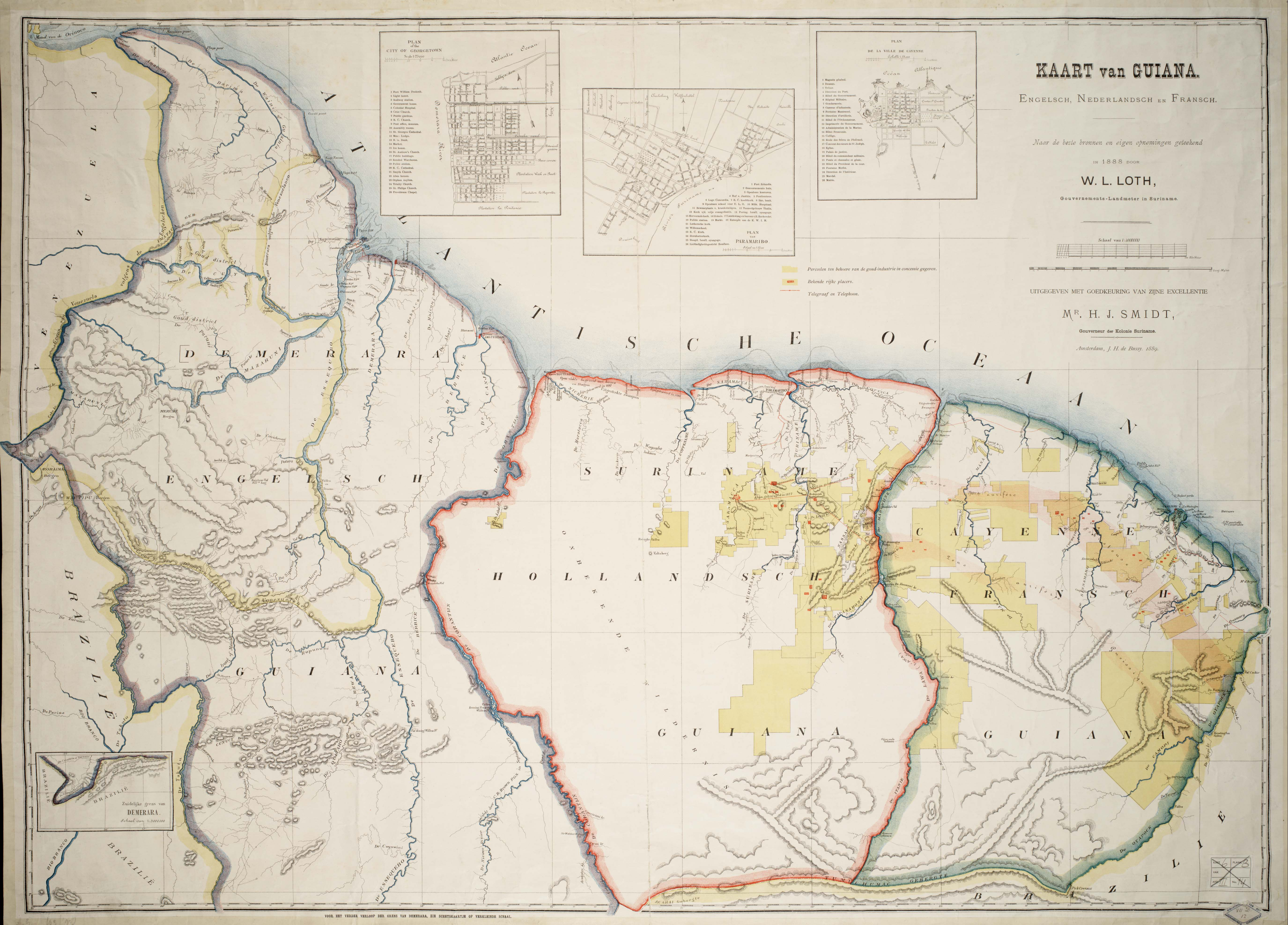
'De drie Guiana's'. Kaart van Guiana - Engelsch, Nederlandsch en Fransch (1888)

De kaart van J.F.A. Cateau van Rosevelt en J.F.A.E. van Lansberghe uit 1882, opgemeten tussen 1860 en 1879 bracht alleen het gebied ten noorden van de 4e breedtegraad in beeld, met uitzondering van de Marowijne en de Suriname. Tachtig procent van de kolonie was niet in kaart gebracht. Op de kaart van Guiana uit 1888 van Loth zelf wordt het westelijke en zuidelijke deel van Suriname aangeduid met ‘onbekende wildernis’.
In de periode 1879 tot 1892 hield Loth zich vooral bezig met de opmetingen voor de aanleg van wegen in het westen en zuiden van Suriname.
- 1879 Tussen de Kleine-Saramacca en het dorp Kwattahede aan de Saramacca en tussen de Mindrinetikreek en de Suriname ter hoogte van de voormalige plantage Remoncourt.
- 1886 Tussen de Coppename ter hoogte van het etablissement Batavia en Coronie en vervolgens in 1887 tussen Coronie en Nieuw-Nickerie. Voordat deze wegen werden aangelegd was Nickerie vanuit Paramaribo alleen te bereiken over zee.
- 1888 Van Paramaribo naar de Saramacca bij de Oranjekreek.[11]
- 1892 Tussen de Lawa ter hoogte van het dorp Cottica en de Tapanahony. En ten oosten van de Tapanahony tussen de monding van de Tosokreek en de Sarakreek.[12]

Bij de opmetingen in 1892 ontdekte Loth dat de Gonini ontstaat uit de samenvloeiing van twee rivieren die hij de namen gaf van Wilhelmina en Emma. Tijdens de Gonini-expeditie in 1903 werden beide bronrivieren en het tussenliggende gebied volledig in kaart gebracht door Alphons Franssen Herderschee en Claudius Henricus de Goeje.

### Expedities

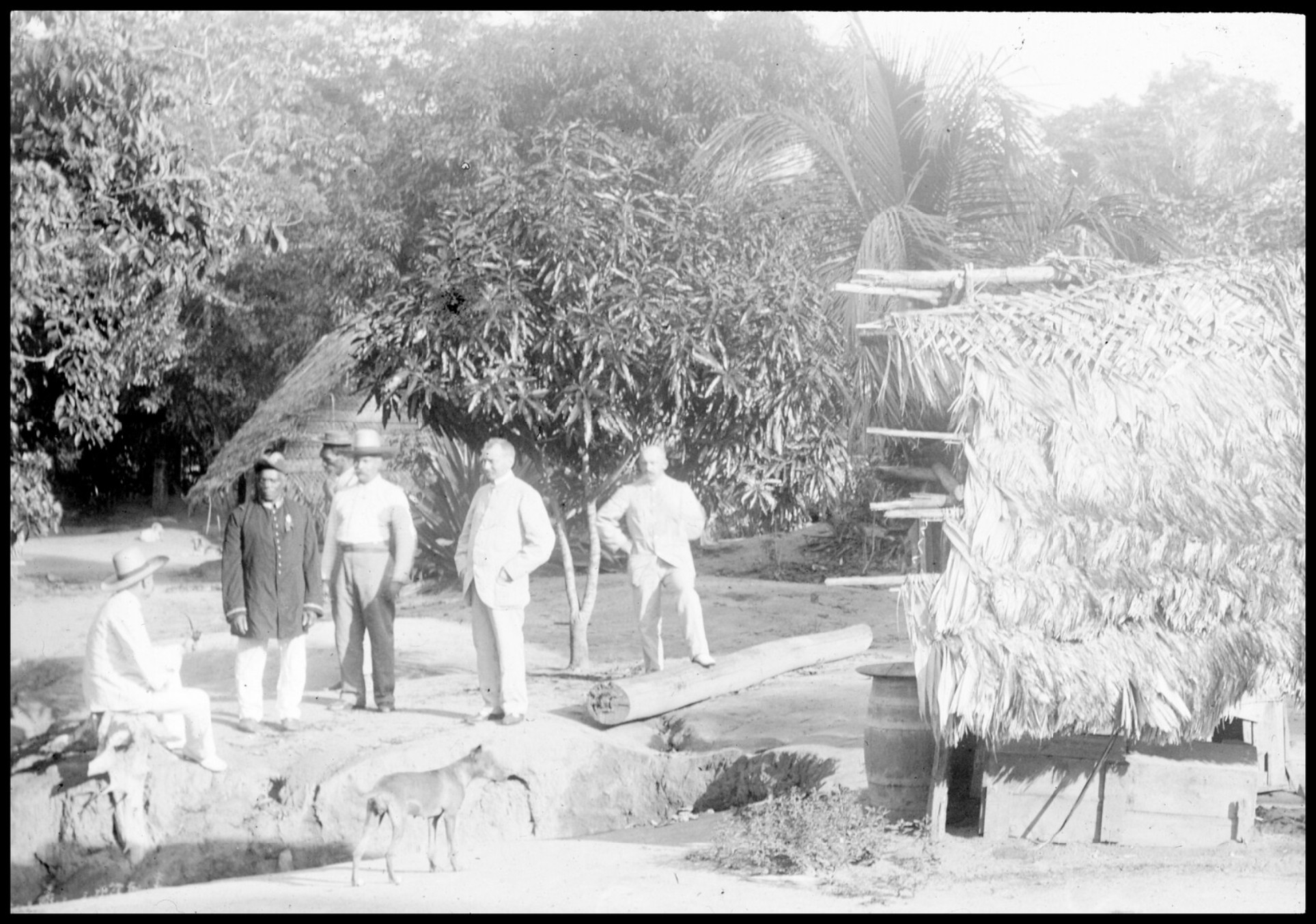
Leden van de Coppename-expeditie, v.l.n.r. L.A. Bakhuis, opperkapitein Alamoe, W.L. Loth, H.A. Boon en A.C. van Stockum

De eerste tocht naar het binnenland waar Loth deel van uitmaakte was de gouvernementsexpeditie naar de Marowijne in 1874. De expeditie stond onder leiding van gouvernementssecretaris P. Alma. De opdracht was om de stand van zaken van de goudindustrie op beide oevers van de Marowijne, dus ook aan de Franse zijde, te onderzoeken. Na afloop brengt Alma een gunstig rapport uit over de mogelijkheden voor goudontginning.
In 1885 nam Loth samen met Herman Benjamins deel aan een expeditie naar de bovenloop van de Suriname. De reis stond onder leiding van de Leidse hoogleraar Karl Martin en het doel was om de geologie in het stroomgebied te onderzoeken. Ze reisden tot het marrondorp Toledo.
Loth had een belangrijk aandeel in Coppename-expeditie van 1901. Van begin augustus tot eind november werd de rivier tot aan haar bronnen opgemeten. Dankzij de ontwikkeling van nieuwe meetapparatuur was het ook mogelijk om hoogteverschillen in het stroomdal en omliggende gebergten in kaart te brengen. De belangrijkste leden van het team waren Louis August Bakhuis, A.J. van Stockum en W.L. Loth, die de expeditie ook had voorbereid. Het tweede doel van de expeditie was om gesteenten, planten en dieren te verzamelen. Het was de eerste expeditie met een bredere wetenschappelijke doelstelling. Ze kwam tot stand op initiatief van de Vereeniging voor Suriname, de Maatschappij ter Bevordering van het Natuurkundig Onderzoek der Nederlandsche Koloniën en het Koninklijk Nederlands Aardrijkskundig Genootschap.

### Cartografie

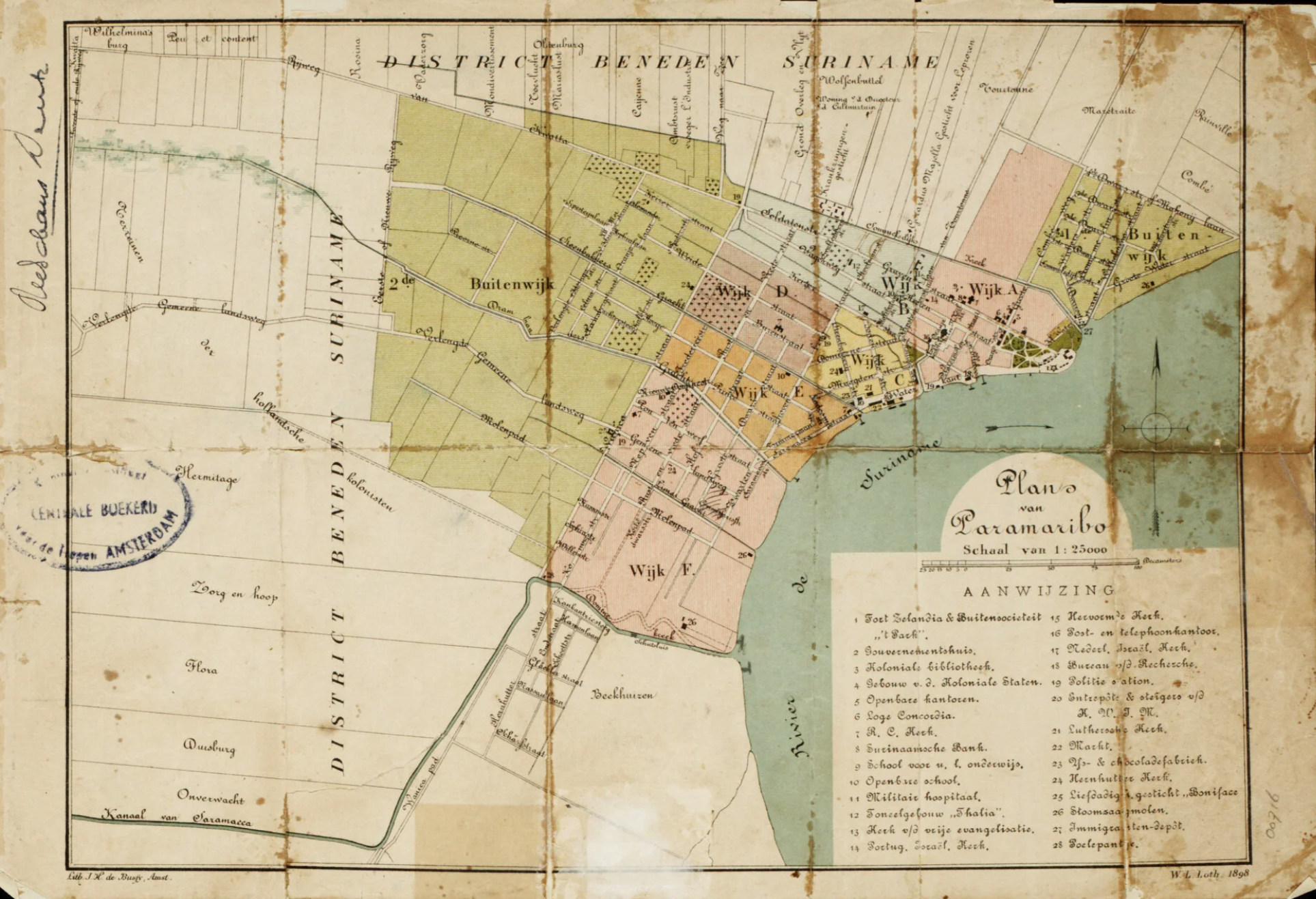
Plan van Paramaribo (W.L. Loth, 1898)

Van 1889 tot 1896 werkte Loth aan een kaart van Paramaribo waarop ook de nieuwe stadswijken werden  weergegeven. De eerste druk van zijn kaart van Paramaribo verscheen in 1898, een herziene editie in 1904. De kaart werd als bijlage opgenomen in het door Loth geschreven boekje Beknopte aardrijkskundige beschrijving van Suriname.
Loth verzorgde in 1899 een nieuwe editie van de Kaart van Suriname van Cateau van Rosevelt en Van Lansberghe. De resultaten van zijn opmetingen uit de periode 1876 tot 1892 zijn hierin verwerkt. Met deze aanvullingen werd het deel van Suriname dat nog niet in kaart was gebracht teruggebracht tot iets meer dan zeventig procent.
In 1888 verscheen zijn kaart van Guiana, waarop 'de drie Guiana's' zijn afgebeeld. Hij projecteerde de grens tussen Suriname en Brits-Guiana op de Coeroeni, een zijrivier van de Corantijn in plaats van de hoofdstroom, de Nieuwe Rivier of Boven Corantijn. Hij herstelde de fout bij een latere versie, maar de onduidelijkheden over de bovenloop van de Corantijn zou later uitgroeien tot een grensgeschil met Brits-Guiana.

### Overige activiteiten
Loth was lid van verschillende commissies en maatschappelijke instellingen: Vanaf 1863 was hij lid van de Schutterij van Paramaribo. Hij klom op van schutter tot majoor-commandant. Samen met Herman Benjamins ijverde hij in 1884 voor de aaleg van een stoomtramverbinding tussen Paramaribo en Saramacca. Het bleef bij een plan, de verbinding is nooit aangelegd omdat financiële middelen ontbraken. Loth was lid van de Commissie van Toezicht van de De Surinaamsche Bank. In september 1905 werd hij benoemd tot lid van de Commissie van Onderwijs. In 1914 verkregen Loth en Benjamins een concessie voor goudwinning op grond van de verordening G.B. 1886 no. 19.

## Waardering
Loth ontving het ridderkruis van de Orde van de Nederlandse Leeuw en het officierskruis van de Orde van Oranje-Nassau.
Na zijn overlijden in 1916 werd de Derde Dwarsstraat in de wijk Combé of Eerste Buitenwijk, omgedoopt in W.L. Lothlaan. In Sipaliwini zijn de Lothvallen in de Tapanahony naar hem genoemd.

## Gepubliceerd werk

### Kaarten
- 1879 Kaart van een gedeelte der kolonie Suriname : waarop de perceelen land, welke ter ontginning van goud en andere metalen, aan de rivieren Marowije, Suriname en Saramacca, in pacht zijn uitgegeven, met arceerlijnen zijn aangewezen / vervaardigd in April 1879 door W.L. Loth. C.L. Brinkman, Utrecht, 1879.
- 1889 Kaart van Guiana, Engelsch, Nederlandsch en Fransch. Naar de beste bronnen en eigen opnemingen geteekend in 1888 door W.L. Loth, Gouvernements-Landmeter in Suriname. J.H. de Bussy, Amsterdam, 1889.
- 1889 Plan van Paramaribo. J.H. de Bussy, Amsterdam, 1889. Herziene editie 1904.
- 1899 Kaart van Suriname. Naar de opmetingen van J.F.A. Cateau van Rosevelt en J.F.A.E. van Landsberghe aangevuld tot 1898 met die van - en geteekend door W.L. Loth, Gouvernements-Landmeter te Suriname. J.H. de Bussy, Amsterdam, 1899.

### Publicaties
- 1876 Getraceerde weg van de rivier Suriname (Brokopondo) tot de rivier Marowijne (Pedrosoengoe). s.l., 1876.
- 1878 Verslag van de tweede expeditie tot het traceeren van een weg van Brokopondo aan de rivier Suriname tot de Pedrosoengoe-vallen aan de Marowijne. Amsterdam, 1878.
- 1898 Beknopte Aardrijkskundige beschrijving van Suriname. Met plattegrond van Paramaribo. De Bussy, Amsterdam, 1898, gewijzigde herdruk 1904. Digitale versie
- 1899 Handleiding bij de kaart van de kolonie Suriname : schaal 1:500.000. J.H. de Bussy, Amsterdam, 1899.
- 1905 Geschiedkundige meededelingen over de uitoefening van het landmetersberoep in Suriname : lezing, gehouden in de Huishoudelijke Vergadering van de Landmeters Vereeniging in Suriname op den 29sten juli 1905. Heyde, Paramaribo, 1905.

- International Standard Name Identifier: 0000 0003 9616 3842
- Nederlandse Thesaurus van Auteursnamen: 069761027
- Virtual International Authority File: 291034511
- WorldCat: E39PBJyX6dF4xKdvvMFjXKCqQq